# Yukamensky (huyện)
Huyện Yukamensky (tiếng Nga: ? райо́н) là một huyện hành chính tự quản (raion), của Udmurtia, Nga. Huyện có diện tích 1020 kilômét vuông, dân số thời điểm ngày 1 tháng 1 năm 2000 là 12700 người. Trung tâm của huyện đóng ở Yukamenskoye.